# أبو الفضل البزاز
أبو الفضل العبَّاس بن مُحمَّد بن عبد الله بن زياد البزَّاز، ويُعرف بأبو الفضل البزَّاز ودُبَيْس (توفي 3 رجب 283هـ / 16 أغسطس 896م) هو مُحدِّث ثقة من العصر العبَّاسي، مروزي الأصل، سكن بغداد، وعمل بزّازً (تاجر أقمشة) ويشهد عند الحكام.

## نسبه
هو العباس بن مُحمَّد بن عبد الله بن زياد بن عبد الرحمن بن شبيب. أصله من مرو الروذ في خُراسان.

## روايته للحديث
- شيوخه: سمع من:[1]
  - سريج بن النعمان
  - عفان بن مسلم الصفار
  - سليمان بن حرب
- تلاميذه: روى عنه:[1]
  - محمد بن العباس بن نجيح
  - أبو عمرو بن السماك
  - عبد الصمد بن علي الطستي
  - محمد بن علي بن الهيثم المقرئ

ومما رواه، عن عفان بن مسلم، عن شريك، عن أبي إسحاق، عن عطاء بن أبي رباح، عن رافع بن خديج أن رسول الله ﷺ قال: «من زرع في أرض قوم بغير إذنهم فليس له من الزرع شيء، تُرَد عليه نَفَقَتُه».

## مكانته
قال عنه الخطيب البغدادي: «وكان ثقة». وكان يشهد عند الحكام، وذكر ابن المنادي أنه كان أحد الشهود المعروفين في الجانب الشرقي من بغداد.

## وفاته
ذكر ابن المنادي أن العباس المعروف بدبيس قد غلب عليه الحزن والغم بسبب حوادث ألمت به. وفي أحد الأيام ركب حمارًا، فأخذ به الحمار طريقًا خارج سور بغداد، فسقط العباس وثبتت رجله اليسرى في الركاب، فجرّه الحمار مسافة حتى مات. توفي أبو الفضل البزَّاز في يوم الأحد، الثالت من رجب سنة 283هـ / 16 أغسطس 896م، وحُمل إلى منزله ودُفن مساء يوم الاثنين.

### فهرس المنشورات
1. 1 2 3 4 5 6  البغدادي (2001)، ج. 14، ص. 35.
2. 1 2  البغدادي (2001)، ج. 14، ص. 36.

### معلومات المنشورات كاملة
الكتب مرتبة حسب تاريخ النشر
- الخطيب البغدادي (2001)، تاريخ بغداد، تحقيق: بشار عواد معروف (ط. 1)، بيروت: دار الغرب الإسلامي، OCLC:49659164، QID:Q114815356